# چک ۱۷/۱۴ ایل
چک ۱۷/۱۴ ایل (به انگلیسی: Chak 17/14L) یک روستا در پاکستان است که در ناحیه ساهیوال واقع شده‌است.